# Bedington (Virginia Occidental)
Bedington es un área no incorporada ubicada dentro del Distrito Potomac, una división civil menor del condado de Berkeley (Virginia Occidental), Estados Unidos. Está catalogada como un asentamiento humano por la Junta de Nombres Geográficos de los Estados Unidos.
El número de identificación (ID) asignado por el Servicio Geológico de Estados Unidos es 1535469.

## Geografía
Se encuentra a una altitud de 117 m s. n. m. (384 pies) según el conjunto de datos de elevación nacional.